# Бутеон
Бутеон (фр. Château de Bouthéon) — замок во Франции в коммуне Андрезьё-Бутеон в долине Луары.

## История
В старинных документах замок впервые упоминается в XIII веке. Хотя архитектура сильно изменилась с того времени. Замок Бутеон был крепостью, с помощью которой контролировали реку Луару, горы Форе, мон-дю-Лион и Пилат. Бутеон был построен на деньги графов Форе и принадлежал им между XIII и XIV веками. Но вскоре в 1332 году перешёл в руки лорда Гёдмарара Ревё, потом в 1386 году во владения Робера де Шалю, и наконец в 1420 году замком овладевает Луи Веселый. В 1486 году Бутеоном овладевает Матье Бурбон — приближенный французского короля Карла VIII. В 1561 году у семьи Бурбонов замок покупает флорентийский купец Гийом Гадань. В конце XVIII века потомки Гийома продают Бутеон. В XIX веке замок очень часто продают и покупают, а также перестраивают. Во время Первой Мировой войны в замке располагался госпиталь. Во время Второй Мировой войны хозяева замка размещают здесь приют для беженцев со всей Европы. В 1995 году администрация города Андрезьё-Бутеон покупает замок и создает на его территории музей.

### Музей
Выставки музея представляют собой выставку быта семьи Форе, аквариум на Реке Луары и залы для временных выставок.